# The OH in Ohio
The OH in Ohio ist eine US-amerikanische Filmkomödie von Billy Kent aus dem Jahr 2006.

## Handlung
Die berufstätige Priscilla Chase lebt in Cleveland. Sie ist seit zehn Jahren mit dem Biologielehrer Jack verheiratet, sodass mittlerweile der eheliche Alltag eingekehrt ist. Priscilla hat in ihrem sexuellen Leben noch nie eine Erfüllung verspürt, weswegen sie sich auf Anraten eines Paartherapeuten einen Vibrator kauft. Jack belastet die Frigidität seiner, an sich überaus attraktiven, Ehefrau und fühlt sich zu der High-School-Schülerin Kristen Taylor hingezogen, die er unterrichtet. Sein Ego ist zutiefst gekränkt, dass Priscilla mithilfe eines toten Gegenstands einen Orgasmus erleben kann, was ihm in den 10 Jahren ihrer Ehe nicht gelang. Er lässt sich mit Kristen ein und fühlt sich endlich mal wieder wie ein richtiger Mann. Priscilla hingegen wird nahezu süchtig nach ihrem Vibrator, sodass Jack das nicht ertragen kann und sie letztendlich verlässt. Während er sich eine eigene Wohnung nimmt, träumt Priscilla von einem Swimmingpool. Sie trifft sich mit Poolbauer Wayne, der sie zu sich einlädt, um erst einmal einen Pool zu testen. Obwohl Wayne wesentlich älter, kleiner und dicker ist als Jack, hat sie Sex mit ihm und wird zum allerersten Mal auf natürliche Weise befriedigt. Sie trifft sich fortan regelmäßig mit Wayne, für den Priscilla ein regelrechter Jungbrunnen ist.
Jack versucht, wieder mit Priscilla zusammenzukommen, aber sie lehnt ab. Das liegt auch daran, dass Wayne sie mit Jack in diesem vertraut wirkenden  Gespräch sieht, er wird eifersüchtig und macht vor dem Restaurant, in ihrer Sichtweite Kapriolen, die sie zum Lachen bringt.
Wayne ringt sich dazu durch, ihr einen indirekten Heiratsantrag zu machen. Priscilla verspricht ihm darüber nachzudenken.

## Kritiken
John Defore schrieb in der Zeitschrift The Hollywood Reporter vom 16. März 2006, der Film biete zahlreiche Gelegenheiten zum Lachen, seine Gags seien jedoch nicht für das breite Publikum bestimmt. Sein Ende sei nicht ganz befriedigend. Parker Posey springe von einer dürftigen Darstellung zur anderen. Das Drehbuch biete nicht genügend Entwicklung des Charakters von Priscilla Chase; der debütierende Regisseur sei nicht imstande gewesen, diese Lücken zu füllen.
Desson Thomson schrieb in der Washington Post, in den Filmcredits gebe es bekannte Namen, die jedoch kein „weltbewegendes“ Ergebnis liefern würden. Die Komödie sei „glanzlos“.

## Hintergrund
Der Film wurde in Cleveland (Ohio), in Los Angeles und in Whittier (Kalifornien) gedreht. Seine Produktionskosten betrugen schätzungsweise 5 Millionen US-Dollar. Er hatte seine Weltpremiere im März 2006 auf dem South by Southwest Film Festival, daraufhin wurde er auf zahlreichen anderen Filmfestivals gezeigt. Seit Juli 2006 wurde er in ausgewählten Kinos der USA vorgeführt. Dort spielte er bis zum 12. Oktober 2006 ca. 419 Tsd. US-Dollar ein.